# Elias Saba
Elias Saba (ur. 10 lipca 1932 w Bejrucie, zm. 22 maja 2023) – libański ekonomista i polityk, prawosławny chrześcijanin. Otrzymał doktorat z ekonomii na Oxford University. W latach 1970–1972 był członkiem rządu Saëba Salama, piastując stanowiska ministra finansów, a następnie wicepremiera i szefa resortu obrony. W 1991 r. został mianowany deputowanym libańskiego parlamentu. W 2004 r. ponownie objął tekę ministra finansów w gabinecie Omara Karamiego.